# Aenictus laeviceps
Aenictus laeviceps es una especie de hormiga guerrera del género Aenictus, familia Formicidae. Fue descrita científicamente por Smith en 1857.
Se distribuye por Bangladés, Borneo, China, India, Indonesia, Malasia, Birmania, Filipinas, Singapur, Tailandia y Vietnam. Se ha encontrado a elevaciones de hasta 1158 metros. Habita en la selva tropical.